# Тере-Хольский кожуун
Тере-Хольский кожуун (тув. Тере-Хөл кожуун) — административно-территориальная единица и муниципальное образование (муниципальный район) в составе Республики Тыва Российской Федерации.
Административный центр — село Кунгуртуг.

## География
Кожуун расположен в верховьях Балыктыг-Хема, у подножия нагорья Сангилен. Связан с Кызылом только авиасообщением. В летнее время в Кунгуртуг можно доехать на автомобиле.

## Население
| 2002  | 2004  | 2005  | 2006  | 2007  | 2008  | 2009  |
| ----- | ----- | ----- | ----- | ----- | ----- | ----- |
| 1835  | ↘1810 | ↘1805 | ↗1832 | ↘1819 | ↗1830 | ↗1852 |
| 2010  | 2011  | 2012  | 2013  | 2014  | 2015  | 2016  |
| ↗1882 | ↘1875 | ↘1860 | ↘1859 | ↘1852 | ↗1875 | ↗1879 |
| 2017  | 2018  | 2019  | 2020  | 2021  |       |       |
| ↗1890 | ↗1920 | ↗1969 | ↗1994 | ↘1944 |       |       |

## Муниципально-территориальное устройство
В Тере-Хольском кожууне 4 сумона (сельских поселений) и 5 населённых пунктов в их составе:
| № | Сумон (сельское поселение) | Административный центр | Население | Площадь, км2 |
| - | -------------------------- | ---------------------- | --------- | ------------ |
| 1 | Балыктыг                   | село Тал               | 97        |              |
| 2 | Каргы                      | село Белдир-Чазы       | ↘146      |              |
| 3 | Каргы                      | село Чыргаланды        | #Н/Д      |              |
| 4 | Шынаанский                 | село Кунгуртуг         | ↗1505     | 7666,19      |
| 5 | Эми                        | село Оттук-Даш         | 172       | 2382,57      |

## Достопримечательности
Главная достопримечательность кожууна — озеро Тере-Холь. На острове посреди озера находятся руины средневековой крепости Пор-Бажын периода Уйгурского каганата. Это крупнейший памятник средневековой архитектуры Тывы, наряду с крепостью в селе Усть-Элегест Кызыльского кожууна.